# Hans Wyss (Tiermediziner)
Hans Wyss (* 1960 in Schönbühl) ist ein Schweizer Tierarzt und seit 2014 Direktor des Bundesamts für Lebensmittelsicherheit und Veterinärwesen der Schweiz.

## Leben
Nach dem Studium der Tiermedizin an der Universität Bern von 1979 bis 1984 war er von 1985 bis 1987 Assistent an der Veterinärmedizinischen Fakultät der Universität Bern. Sein Studium verdiente er sich nebenbei als freier Journalist. 1987 wurde er mit einer Arbeit zu Atemproblemen bei Pferden zum Dr. med. vet. promoviert. Von 1987 bis 1990 arbeitete er als Sportjournalist beim Radio der deutschen und der rätoromanischen Schweiz, danach von 1991 bis 1992 als Partner in einer Landtierarztpraxis. 
1993 wurde Hans Wyss stellvertretender Kantonstierarzt des Kantons Bern. 1999 kam er als Verantwortlicher für Kommunikation ins Bundesamt für Veterinärwesen. Von 2003 bis 2013 war er dessen Direktor; seit 2014 vom neuen Bundesamt für Lebensmittelsicherheit und Veterinärwesen. Seit Mai 2019 ist er Mitglied des Agroscope-Rats. Hans Wyss ist verheiratet. Er hat zwei Kinder und wohnt in der Region Bern.